# Douglas Hurd
Douglas Richard Hurd, Baron Hurd van Westwell (Marlborough, Engeland, 8 maart 1930) is een voormalig Brits politicus en diplomaat van de Conservative Party.
Hurd studeerde geschiedenis aan de University of Cambridge en ging in 1952 in de diplomatieke dienst. Hij werd uitgezonden naar de Republiek China, de Verenigde Staten en Italië. In 1966 verliet hij de diplomatieke dienst en ging de politiek in. In 1974 werd hij lid van het Lagerhuis voor Mid Oxfordshire. In 1979 werd hij de eerste minister voor Europese zaken, vervolgens staatssecretaris voor Noord-Ierland (1984-1985), minister van binnenlandse zaken (1985–89) en minister van buitenlandse zaken (1989–95).
Op 30 december 1995 werd Hurd benoemd in de Orde van de Eregezellen. Op 13 juni 1997 werd hij benoemd als baron Hurd van Westwell en werd lid van het Hogerhuis.
- Bibsys: 90881089
- Bibliothèque nationale de France: cb127619656 (data)
- Gemeinsame Normdatei: 122240049
- International Standard Name Identifier: 0000 0001 1032 7152
- Library of Congress Control Number: n50029719
- Nationale Bibliotheek van Israël: 987007452853505171
- Nederlandse Thesaurus van Auteursnamen: 069647046
- Système universitaire de documentation: 076943542
- Virtual International Authority File: 110852120
- WorldCat: E39PBJrCgvR8Qt4TrJCkm4JkXd